# Amicta
Amicta is een geslacht van vlinders van de familie van de zakjesdragers (Psychidae). De wetenschappelijke naam van dit geslacht is voor het eerst voorgesteld door Franciscus J. M. Heylaerts in een publicatie uit 1881.

## Soorten
- A. cabrerai (Rebel, 1894)
- A. davarica (Solyanikov, 2002)
- A. gara Monasterio, Pérez-Fernández, Escobés, Hinojosa, Corbella & Vila, 2020
- A. jordana Staudinger, 1899
- A. lefevrei Oberthür, 1922
- A. lutea (Staudinger, 1870)
- A. lutensis Arnscheid, Rajaei & Sobczyk, 2021
- A. mauretanica Rothschild, 1913
- A. moneiba Monasterio, Pérez-Fernández, Escobés, Hinojosa, Corbella & Vila, 2020
- A. murina (Klug, 1832)
- A. nivellei (Oberthür, 1922)
- A. oberthueri (Heylaerts, 1883)
- A. quadrangularis (Christoph, 1873)
- A. sericata Hättenschwiler & Alemansoor, 2006
- A. tedaldii (Heylaerts, 1881)